# Višnjička
La rue Višnjička (en serbe cyrillique : Вишњичка) est une rue de Belgrade, la capitale de la Serbie, située dans la municipalité urbaine de Palilula.
Le nom de la rue est un hommage au quartier belgradois de Višnjica.

## Parcours
La rue Višnjička naît au croisement de la rue Mije Kovačevića et du Bulevar despota Stefana dont elle constitue le prolongement. Elle s'oriente vers l'est, laisse sur sa gauche la rue Vuka Vrčevića puis sur sa droite la rue Velje Miljkovića ; elle passe ensuite le carrefour de la rue Vuka Vrčevića (une nouvelle fois) et de la rue Vojvode Micka Krstića (à droite) et croise la rue Triglavska (à droite) ; elle traverse la rue Diljska et laisse sur la gauche le Put za Adu Huju (la « route d'Ada Huja ») puis, sur sa droite, le Mirijevski bulevar (le « boulevard de Mirijevo ») puis la rue Rospi ćuprija et le Slanački put (la « route de Slanci »). Elle croise encore sur droite la petite rue Marina et, après avoir obliqué vers le nord-est en suivant le Danube, elle croise, toujours sur droite le Dunavski breg et les rues Anice Savić Rebac, Fotine Pejović. Elle se termine au croisement des rues Vladmira Cvetkovića et Maršala Tita.

## Éducation et culture
L'école élémentaire Ivan Milutinović est installée au n° 103.
Une annexe de la bibliothèque Milutin Bojić, appelée Stara Karaburma, fonctionne au n° 50.

## Économie
Un magasin de la chaîne EuroAuto, qui vend des pièces de rechange pour les automobiles et les véhicules utilitaires, est situé au n° 30 de la rue,. Un concessionnaire Radulović Automobili, qui vend et répare des automobiles Fiat se trouve au n° 53a,. Un magasin Auto Line plus, qui vend notamment des pièces détachées pour Opel, est installé au n° 98,.
Un magasin du groupe Enmon, qui vend notamment des céramiques pour les salles de bains et les sanitaires ainsi que des parquets, se trouve au n° 69,. L'usine de fabrication de meubles de la société Šimšić est située au n° 93,.

## Transports
De nombreuses lignes de bus de la société GSP Beograd parcourent la rue, soit les lignes 16 (Karaburma II - Novi Beograd Pohorska), 23 (Karaburma II – Vidikovac), 25 (Karaburma II – Kumodraž II), 25P (Mirijevo IV – Kumodraž), 32 (Vukov spomenik – Višnjica), 32E (Trg Republike – Višnjica), 35 (Trg Republike – Cimetière de Lešće), 35L (Omladinski stadion – Cimetière de Lešće), 74 (Bežanijska kosa - Mirijevo III) et 202 (Omladinski stadion – Veliko Selo).